# Discografia de Detonautas Roque Clube
A discografia da banda Detonautas Roque Clube compreende oito álbuns de estúdio, três álbuns ao vivo, quatro DVDs, quatro coletâneas e três EPs.

## Álbuns

### Álbuns de estúdio
| Álbum                       | Detalhes                                                                                        |
| --------------------------- | ----------------------------------------------------------------------------------------------- |
| Detonautas Roque Clube      | - Lançamento: 30 de setembro de 2002 - Formatos: CD, Streaming - Gravadora: Warner Music Brasil |
| Roque Marciano              | - Lançamento: 23 de abril de 2004 - Formatos: CD, Streaming - Gravadora: Warner Music Brasil    |
| Psicodeliamorsexo&distorção | - Lançamento: 3 de março de 2006 - Formatos: CD, Streaming - Gravadora: Warner Music Brasil     |
| O Retorno de Saturno        | - Lançamento: 15 de março de 2008 - Formatos: CD, Streaming - Gravadora: Sony Music Brasil      |
| A Saga Continua             | - Lançamento: 13 de maio de 2014 - Formatos: CD, Streaming - Gravadora: Coqueiro Verde Records  |
| VI                          | - Lançamento: 27 de outubro de 2017 - Formatos: CD, Streaming - Gravadora: Insone Discos        |
| Álbum Laranja               | - Lançamento: 23 de julho de 2021 - Formatos: Streaming - Gravadora: Sony Music Brasil          |
| Esperança                   | - Lançamento: 4 de fevereiro de 2022 - Formatos: Streaming - Gravadora: Sony Music Brasil       |

### Álbuns ao vivo
| Álbum                             | Detalhes                                                                                  |
| --------------------------------- | ----------------------------------------------------------------------------------------- |
| Detonautas Acústico               | - Lançamento: 11 de agosto de 2009 - Formatos: CD, DVD, streaming - Gravadora: Sony Music |
| Detonautas Ao Vivo no Rock in Rio | - Lançamento: 13 de julho de 2012 - Formatos: CD, DVD, streaming - Gravadora: MZA Music   |
| Detonautas 20 Anos - Acústico     | - Lançamento: 14 de setembro de 2023 - Formatos: Streaming - Gravadora: Sony Music        |

### Coletâneas
| Álbum                 | Detalhes                                                                                        |
| --------------------- | ----------------------------------------------------------------------------------------------- |
| Warner 30 Anos        | - Lançamento: 2006 - Formatos: CD, Streaming - Gravadora: Warner Music Brasil                   |
| The Singles           | - Lançamento: 2007 - Formatos: CD, Streaming - Gravadora: Warner Music Brasil                   |
| Detonautas para Bebês | - Lançamento: 16 de dezembro de 2014 - Formatos: CD, Streaming - Gravadora: Agente Digital      |
| iCollection           | - Lançamento: 11 de setembro de 2015 - Formatos: CD, Streaming - Gravadora: Warner Music Brasil |

### EPs
| Álbum                  | Detalhes                                                                                                   |
| ---------------------- | --- |
| Detonautas Roque Clube | - Lançamento: Novembro de 2011 - Formatos: CD, Download digital - Gravadora: Mobília Music / Insone Discos |

## Singles

### Como artista principal
| Ano  | Título                                                    | Álbum                         |
| ---- | --------------------------------------------------------- | ----------------------------- |
| 2003 | "Outro Lugar"                                             | Detonautas Roque Clube        |
| 2003 | "Quando o Sol se For"                                     | Detonautas Roque Clube        |
| 2003 | "Olhos Certos"                                            | Detonautas Roque Clube        |
| 2004 | "Ei Peraê!!!"                                             | Detonautas Roque Clube        |
| 2004 | "O Dia que não Terminou"                                  | Roque Marciano                |
| 2004 | "Só Por Hoje"                                             | Roque Marciano                |
| 2005 | "O Amanhã"                                                | Roque Marciano                |
| 2005 | "Tênis Roque"                                             | Roque Marciano                |
| 2006 | "Não Reclame Mais"                                        | Psicodeliamorsexo&distorção   |
| 2006 | "Dia Comum"                                               | Psicodeliamorsexo&distorção   |
| 2007 | "Você Me Faz tão Bem"                                     | Psicodeliamorsexo&distorção   |
| 2008 | "O Retorno de Saturno"                                    | O Retorno de Saturno          |
| 2008 | "Verdades do Mundo"                                       | O Retorno de Saturno          |
| 2009 | "O Inferno são os Outros"                                 | Acústico                      |
| 2010 | "Só Nós Dois"                                             | Acústico                      |
| 2011 | "Combate"                                                 | Detonautas Roque Clube        |
| 2011 | "Um Cara de Sorte"                                        | Detonautas Roque Clube        |
| 2012 | "Vamos Viver"                                             | A Saga Continua               |
| 2013 | "Quem é Você?"                                            | A Saga Continua               |
| 2014 | "Acredite no Seu Coração"                                 | A Saga Continua               |
| 2014 | "Seja Forte Pra Lutar"                                    | A Saga Continua               |
| 2015 | "Ela é Demais"                                            | Não adicionado à nenhum álbum |
| 2015 | "Melhor Plantar o Bem"                                    | Não adicionado à nenhum álbum |
| 2016 | "O Morro Mandou Avisar" (part. Flávio Renegado)           | Não adicionado à nenhum álbum |
| 2017 | "Nossos Segredos"                                         | VI                            |
| 2017 | "Dias Assim"                                              | VI                            |
| 2017 | "Canção do Amigo"                                         | VI                            |
| 2018 | "Por Onde Você Anda?" (part. Lucas Lucco)                 | VI                            |
| 2018 | "Você Vai Lembrar de Mim" (part. Alcione)                 | VI                            |
| 2018 | "O Que Será de Nós?"                                      | Não adicionado à nenhum álbum |
| 2019 | "Ilumina o Mundo" (part. Pelé Milflows)                   | Não adicionado à nenhum álbum |
| 2020 | "O Que Tiver de Ser" (part. Mozart Mz)                    | Não adicionado à nenhum álbum |
| 2020 | "Fica Bem"                                                | Álbum Laranja                 |
| 2020 | "Carta ao Futuro"                                         | Álbum Laranja                 |
| 2020 | "Micheque"                                                | Álbum Laranja                 |
| 2020 | "Mala Cheia"                                              | Álbum Laranja                 |
| 2020 | "Kit Gay"                                                 | Álbum Laranja                 |
| 2020 | "Político de Estimação" (part. Gigante no Mic)            | Álbum Laranja                 |
| 2021 | "Racismo é Burrice" (part. Gabriel, o Pensador)           | Álbum Laranja                 |
| 2021 | "Roqueiro Reaça"                                          | Álbum Laranja                 |
| 2021 | "Clareiras"                                               | Álbum Laranja                 |
| 2022 | "A Quem Precisar de Mim"                                  | Esperança                     |
| 2022 | "Medo" (part. Frejat)                                     | Esperança                     |
| 2022 | "Não Existe Salvador da Pátria" (part. Herança Negra)     | Não adicionado à nenhum álbum |
| 2023 | "Aposta"                                                  | Detonautas 20 Anos - Acústico |
| 2023 | "Outro Lugar" (Part. Di Ferrero, Lucas Silveira e Badauí) | Detonautas 20 Anos - Acústico |
| 2023 | "Só Nós Dois" (Part. Vitor Kley)                          | Não adicionado à nenhum álbum |

### Como artista convidado
| Ano  | Título                     | Álbum / Single                                          |
| ---- | -------------------------- | ------------------------------------------------------- |
| 2004 | "Por Quem os Sinos Dobram" | O Baú do Raul: Uma Homenagem a Raul Seixas              |
| 2005 | "Sorria"                   | Cavaleiro Andante (Gabriel O Pensador)                  |
| 2005 | "Daniel na Cova dos Leões" | Renato Russo: Uma Celebração                            |
| 2009 | "Come Together"            | A Tribute to the Beatles'69 Vol.03 Abbey Road Revisited |
| 2011 | "Odeio Rock'N'Roll"        | Por Um Monte de Cerveja (Celso Blues Boy)               |
| 2021 | "Duelo Final"              | Single (Marcus Menna)                                   |
| 2023 | "Fatos do Brasil"          | Single (Pavilhão 9)                                     |

## Videoclipes
| Título                           | Ano  | Direção                                       |
| -------------------------------- | ---- | --------------------------------------------- |
| "Outro Lugar"                    | 2003 |                                               |
| "Quando o Sol Se For"            | 2003 |                                               |
| "Olhos Certos"                   | 2003 | Daniel OG                                     |
| "Ei Peraê!!!"                    | 2004 |                                               |
| "O Dia Que Não Terminou"         | 2004 |                                               |
| "O Amanhã"                       | 2005 |                                               |
| "Tênis Roque"                    | 2005 | Eduardo Brand                                 |
| "Não Reclame Mais"               | 2006 | Maurício Eça                                  |
| "Dia Comum"                      | 2006 | Maurício Eça                                  |
| "Você Me Faz Tão Bem"            | 2007 | 7Seco Filmes                                  |
| "O Retorno de Saturno"           | 2008 |                                               |
| "Verdades do Mundo"              | 2009 | Eduardo Kurt                                  |
| "Combate"                        | 2011 | Tchello                                       |
| "Um Cara de Sorte"               | 2011 | Tchello                                       |
| "Vamos Viver"                    | 2012 | Tchello, Daniel Curi e Osiris Larkin          |
| "Quem é Você?"                   | 2013 | Bruno Fioravanti                              |
| "Acredite No Seu Coração"        | 2014 | Thiago Calviño, Rodrigo Doin e Phill Mendonça |
| "Seja Forte Pra Lutar"           | 2014 | Thiago Ferreira                               |
| "Ela é Demais"                   | 2015 | Thiago Ferreira                               |
| "Melhor Plantar o Bem"           | 2015 | Fábio Brasil                                  |
| "O Morro Mandou Avisar"          | 2016 |                                               |
| "Dias Assim"                     | 2017 | Victor Barão                                  |
| "Por Onde Você Anda?" (versão 1) | 2018 | Victor Barão                                  |
| "Por Onde Você Anda?" (versão 2) | 2018 | Fred Siqueira e Lucas Lucco                   |
| "Ilumina o Mundo"                | 2019 | Vinícius Barros Gonçalves e Tom Silveira      |
| "O Que Tiver de Ser"             | 2020 | Fabiano Santos e Tico Santa Cruz              |
| "Fica Bem"                       | 2020 | Julio Loureiro e Junior Aieta                 |
| "Carta ao Futuro"                | 2020 | Victor Barão                                  |
| "Mala Cheia"                     | 2020 | Tico Santa Cruz e Victor Barão                |
| "Kit Gay"                        | 2020 | Rômulo Menescal e Vinícius Olivo              |
| "Político de Estimação"          | 2020 | Rômulo Menescal e Vinícius Olivo              |
| "Racismo é Burrice"              | 2021 | Fábio Masson                                  |
| "Clareiras"                      | 2021 | Fernando Nipper                               |
| "A Quem Precisar de Mim"         | 2022 | Gabriel Solano                                |
| "Amanhã é 23"                    | 2022 | Gabriel Solano                                |
| "Me Diz Você"                    | 2022 | Gabriel Solano                                |
| "Tudo Pode Acontecer"            | 2022 | Gabriel Solano                                |
| "Livre Para Voar"                | 2022 | Gabriel Solano                                |
| "Caco de Vidro"                  | 2022 | Gabriel Solano                                |
| "Sorte de Mim"                   | 2022 | Gabriel Solano                                |
| "Medo"                           | 2022 | Gabriel Solano                                |
| "Só Nós Dois" (versão 2)         | 2023 | Vinícius Alves                                |